# مجمع فيلاجيو
مجمع فيلاجيو هو مركز تسوق يقع في منطقة أسباير في الطرف الغربي من الدوحة عاصمة قطر. يقع في شارع الوعب بين حياة بلازا والمدينة الرياضية ويضم أكثر من 200 متجر بما في ذلك العديد من الماركات الشهيرة في الولايات المتحدة والمملكة المتحدة وإيطاليا وألمانيا.
في الداخل فإن تصميم الديكورات مستوحى من بلدة تل إيطالي ولكن أيضا مع قناة داخلية بطول 150 متر مع الجندول.
تم إعادة افتتاح المجمع بشكل جزئي في 20 سبتمبر 2012 بعد أن تقيد بمعايير السلامة الصارمة بعد أن شبت في حريق في مايو الذي أسفر عن مقتل 19 شخصا. لا تزال أجزاء من مركز التسوق مغلقة نتيجة لذلك ولكن قاعة الطعام وحلبة للتزلج على الجليد ومسرح السينما وهايبر ماركت كارفور والعديد من المتاجر مفتوحة للعمل مع افتتاح المزيد.

## حديقة ملاهي غوندولانيا
يحتوي المجمع على حديقة غوندولانيا الترفيهية وهي متنزه داخلي يشمل حلبة جندولانيا للتزلج على الجليد وهي إحدى حلبتين للتزلج على الجليد في قطر والذي يستضيف بطولة دوري قطر الدولي لهوكي الجليد والبطولة الإقليمية لكأس الصحراء. تعتبر الحلبة الأوليمبية الوحيدة في قطر. يشمل أيضا مركز بولينج والسفينة الدوارة.

## حريق 28 مايو 2012
في حوالي الساعة 11:00 من صباح يوم 28 مايو 2012 اندلع حريق كبير في مجمع فيلاجيو مما اثار إنذار وصفه شاهد عيان بأنه «إنذار حريق جدا تقريبا مثل جرس الباب». في البداية لم يكن كثيرون يشعرون بالقلق لأنه كان هناك إنذار كاذب مؤخرا.
مع اندلاع الحرائق في حضانة جيمبانزي تم منع مداخل الحاضنة بالدخان ومحاصرة 13 طفل وأربعة موظفين في الداخل. اضطر رجال الإطفاء من قوة الدفاع المدني القطرية إلى كسر حفرة في سقف المركز لمحاولة الإنقاذ. بالإضافة إلى 17 محاصر في الحضانة قتل اثنان من رجال الإطفاء. كان من بين الضحايا أطفال من إسبانيا ونيوزيلندا وفرنسا واليابان وجنوب أفريقيا والفلبين جنبا إلى جنب مع ثلاثة معلمين فلبينيين ومعلم واحد من جنوب أفريقيا.
كما كان هناك 17 مصاب نتيجة استنشاق الدخان معظمهم من أفراد قوات الدفاع المدني القطرية. مات 19 شخص منهم 13 طفل منهم 3 توأم نيوزيلندي. كشفت لجنة التحقيق أن خطأ كهربائي في مخزن نايك هو سبب الحريق القاتل. خلصت أيضا إلى أن جميع الأطراف المعنية تفتقر إلى التقيد بدرجات متفاوتة بالقوانين والنظم وتدابير السلامة ذات الصلة.
قال والد المواليد الثلاثة الذين قتلوا في وقت لاحق أن تشريح الجثث لم ينفذ على أبنائه على الرغم من وجود «طلاء شديد الاشتعال وقوالب غير قابلة للاشتعال» في المجمع. ألقي باللائمة على مخرج الطوارئ المغلق في مركز الرعاية النهارية للمجمع الخاص بوفيات الأطفال.
لا يزال من غير الواضح ما إذا كان جيمبانزي يعمل دون ترخيص من المجلس الأعلى للتعليم حيث تخلى مؤخرا عن منح التراخيص لوزارة الشؤون الاجتماعية. ادعى مسؤول في الوزارة أنه لم تصدر أي ترخيص من قبل مكاتبهم.

## الاستجابة والمحاكمات
بعد فترة وجيزة من الحريق أصدر النائب العام القطري الدكتور علي المري القبض على خمسة أشخاص على صلة بالحادث فضلا عن احتجاز كل من المدير والمدير المساعد لمجمع فيلاجيو تزوليوس تزوليو ورامي عيتاني على التوالي. كما اعتقل مساعد مدير أمن المركز محمد عبد الرحمن فيما يتعلق بالقضية.
في يونيو 2013 عثرت المحكمة الأدنى على خمسة مدعى عليهم مذنبين بالقتل غير الطوعي وحكم عليهم بالسجن لمدة ست سنوات (الحد الأقصى المسموح به). برئ كل من رامي عيتاني ومحمد عبد الرحمن. كان من بين المدانين الزوجين المالكين لحضانة جيمبانزي علي بن جاسم آل ثاني وإيمان الكواري مع تزوليوس تزوليو وعبد العزيز محمد الربان. الحكم الأخير بالذنب سقط على منصور ناصر فزاع الشهواني الموظف في وزارة الأعمال والتجارة الذي أصدر تصريح بترخيص حضانة جيمبانزي للعمل وحكم على الشهواني بالسجن خمس سنوات.
مالك حضانة جيمبانزي علي بن جاسم آل ثاني هو سفير دولة قطر لدى بلجيكا وهو عضو في عائلة آل ثاني القوية وزوجته إيمان الكواري هي ابنة وزير الثقافة والفنون والتراث آنذاك حمد بن عبد العزيز الكواري.
عبد العزيز محمد الربان هو رجل أعمال يملك الشركة القطرية للمشاريع العقارية والتجارية (فيلاجيو). خلال محاضراته الختامية التي يدعى أنها استمرت خمس ساعات تقريبا ادعى محامي الدفاع للربان أن موكله لم يكن يملك أي أسهم في المجمع ولم يكن شريكا في الشركة التي تملك المجمع. على الرغم من هذه الادعاءات ظل الربان مدرجا في موقع المجمع تحت عنوان «أشخاص رئيسيين» كرئيس لمجمع فيلاجيو. انتقدت تكتيكات محامي دفاع الربان بشدة من قبل أحد والدي الضحايا الذين حضروا الجلسة:

## الاستئناف والبراءة
خلال عملية الاستئناف ظل جميع المدانين أحرار وقادرين على السفر وكان ذلك أكثر وضوحا في حالة علي بن جاسم آل ثاني الذي ظل في بروكسل دبلوماسيا على الرغم من إدانته بالقتل الخطأ قبل عامين تقريبا. علاوة على ذلك غاب جميع المدعى عليهم عن جلسة الاستئناف النهائية. أثناء الجلسة أعلن القاضي عبد الرحمن الشرفي أنه سيستبعد جميع الشهادات التي قدمتها أسرة الضحية كدليل مدعيا أنه لا يمكن أن يكون شاهدا ومدعيا في القضية نفسها.
كما اتفق القاضي الشرفي مع مالكي خضانة غيمبانزي في ادعائهم بأنها ليست حضانة فنية بل «مركز ترفيهي». تزامن هذا القرار مع الموظف المدني الذي قرر الترخيص بذلك. بعد أن ثبت أن حضانة جيمبانزي كانت مركز ترفيهي بدلا من حضانة فإن الملاك كانوا أقل مسؤولية جنائيا بموجب القانون القطري.
في 26 أكتوبر 2015 ألغت محكمة الاستئناف في قطر جميع الإدانات الخمسة وأسقطت جميع التهم. لقى هذا القرار صدمة وخيبة أمل من عائلات ضحايا الحريق. خلال قراءة القاضي لمدة خمس ساعات من الحكم أفادت التقارير بأن بعض أفراد أسر الضحية اقتحموا المحكمة.
في حين أن الربان استبعدت عنه أيضا تهمة القتل غير الطوعي فإن المحكمة وجدت أن شركته مذنبة لنفس الجريمة وعلى هذا النحو فإنه يتعين على فيلاجيو وشركتها التأمينية أن تدفع غرامة قدرها 5500 دولار أمريكي (20,000 ريال قطري) فقط تعويض لأسر الضحايا.

## وصلات خارجية
- الموقع الرسمي
- مجمع فيلاجيو
- قائمة المحلات التجارية والمطاعم في مجمع فيلاجيو